# Steffen Lange
Steffen Lange (* 23. Januar 1931 in Chemnitz; † 23. Juli 2006 in Bautzen) war ein deutscher Gebrauchsgrafiker und Illustratorin in der Lausitz.

## Leben und Werk
Lange machte das Abitur und studierte von 1951 bis 1956 Buchgestaltung an der Hochschule für Grafik und Buchkunst Leipzig, u. a. bei Albert Kapr. Danach arbeitete er als Grafiker im Domowina-Verlag Bautzen und ab 1977 in Bautzen als freischaffender Gebrauchsgrafiker und Illustrator. Er illustrierte insbesondere Buch-Publikationen, vor allem mit Oberlausitzer Themen, und schuf Illustrationen für Zeitschriften, u. a. die sorbische Kinderzeitschrift Płomjo. Für das Deutsch-Sorbische Volkstheater Bautzen gestaltete er Programmhefte. Von 1979 bis 1988 leitete er Werkstätten für den sorbischen künstlerischen Nachwuchs.
Lange war ab bis 1990 Mitglied des Verbands Bildender Künstler der DDR und gehörte dort ab 1958 dem Kreis sorbischer bildender Künstler an. 1976 wurde er mit dem Ćišinski-Preis geehrt.
Er war mit Jěwa Wórša Lanzyna verheiratet.
2008 kaufte das Sorbische Museum 241 Werke aus dem Nachlass Langes an.

## Buchillustrationen (unvollständig)
- Peter Mahling (Auswahl und Übersetzung): Das Kräuterbüchlein – Kleine sorbische Sprichwortsammlung. Domowina-Verlag, Bautzen, 1976
- Pawel Nedo (Auswahl, Vorwort und Übersetzung): Das Eselsnest. Sorbische Volksschwänke. Domowina-Verlag, Bautzen, 1983
- Herbert Andert: Äberlausitz – meine Heemt. Ein heiteres Oberlausitzer Mundartbuch zum Lesen, Vortragen und Singen. Reichenbach Oberlausitzer Kunstverlag, Reichenbach; Hrsg.: Rat des Kreises Löbau, Abteilung Kultur, 1984
- Herbert Andert: `s gibt sicke und sicke. Ein heiteres Oberlausitzer Mundartbuch zum Lesen, Vortragen und Singen. Hrsg.: Rat des Kreises Löbau, Abteilung Kultur, 1986
- Herbert Andert: Aus'n Äberlausitzer Äberlande. Ein heiteres Oberlausitzer Mundartbuch zum Lesen und Vortragen und Singen. Hrsg.: Rat des Kreises Löbau, Abteilung Kultur. 1987
- Siegfried Schlegel: Bautzen in der schönen Oberlausitz. Ein Reiseführer. Lusatia Verlag Bautzen, 1992

## Ausstellungen (unvollständig)

### Einzelausstellungen
- 1991: Bautzen, Sorbisches Museum

### Beteiligung an Ausstellungen
- 1972, 1979 und 1985: Dresden, Bezirkskunstausstellungen
- 1977/1978: Dresden, VIII. Kunstausstellung der DDR
- 1998: Bautzen, Sorbisches Museum, und Hoyerswerda, Stadtmuseum im Schloss Hoyerswerda („Sorbische bildende Kunst 1923 – 1998“)